# Pindères
Pindères – miejscowość i gmina we Francji, w regionie Nowa Akwitania, w departamencie Lot i Garonna.
Według danych na rok 1990 gminę zamieszkiwało 189 osób, a gęstość zaludnienia wynosiła 5 osób/km² (wśród 2290 gmin Akwitanii Pindères plasuje się na 988. miejscu pod względem liczby ludności, natomiast pod względem powierzchni na miejscu 196.).